# Walter Royal
Walter Royal (1931–2) byl osobní automobil továrny Walter (Akciová společnost Walter, továrna na automobily a letecké motory), českého výrobce osobních automobilů. Představení automobilu veřejnosti s všeříkajícím označením Walter Royal proběhlo na podzimním pražském autosalonu v říjnu 1931 (XXIII. ročník, 22.-28. října), kde pochopitelně vévodil tovární expozici. Walter Royal nepomýšlel na převratná technická řešení, sázel spíše na konvenční postupy, ovšem vyniknout měl spíše dokonalou spolehlivostí, rychlostí a špičkovým komfortem.

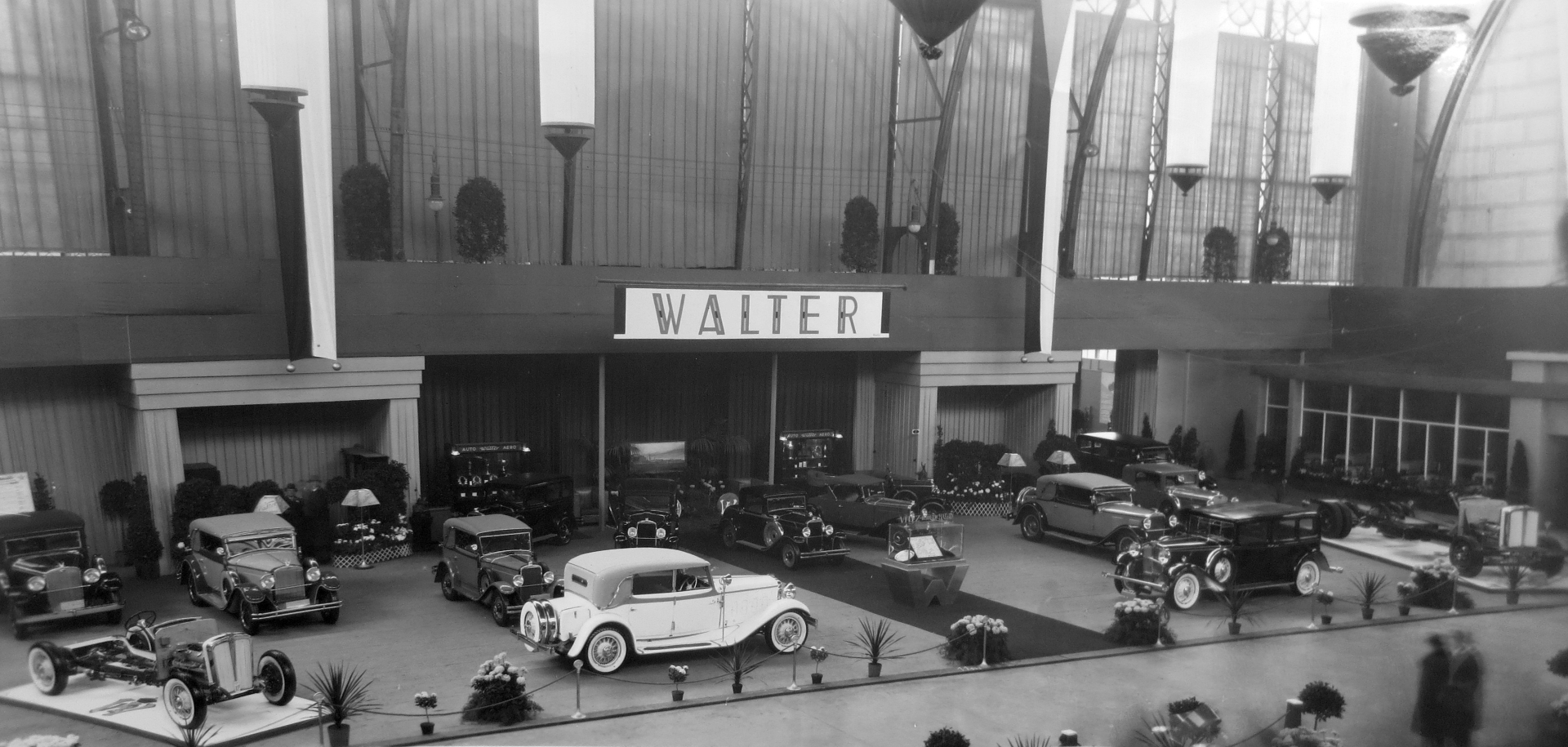
Walter Royal na stánku Walter při Autosalonu v Praze 1931 (v první řadě zleva - podvozek Royal, Royal kabriolet, Royal limuzína, podvozek D-Bus)

## Vznik a vývoj
Jednalo se o jeden z posledních vozů vlastní konstrukce vyráběných v Jinonicích. Završením typů „šlechtické“ hierarchie Princ (1932), Lord (1932) a Regent (1932) se stal pravý král: Royal. Byl to nejdražší, největší a nejvýkonnější československý osobní automobil, uvažujeme-li vozy dostupné na volném trhu. Jeho motor byl poněkud úspěšnější v prodeji než samotný vůz. Mimo vlastního automobilu Royal, jejichž počet můžeme spočítat na prstech jedné ruky, bylo vyrobeno 13-15 motorů 12V, které byly po zvýšení objemu na 7354 cm3 (vrtání 85, zdvih 108 mm) použity v dálkových autobusech Walter D-BUS a také do rychlého hasičského automobilu Walter W-12. Minimální počet vyrobených automobilů však nemění nic na skutečnosti, že Walter Royal je jedním z klenotů československého automobilního průmyslu. Projekt Walter Royal vedli inženýři František Barvitius a Jan Šusta. Centrem vozu se stalo mohutné dvanáctiválcové srdce, jež v detailech nezapřelo zkušenosti obou pánů v konstrukci velkých leteckých motorů.

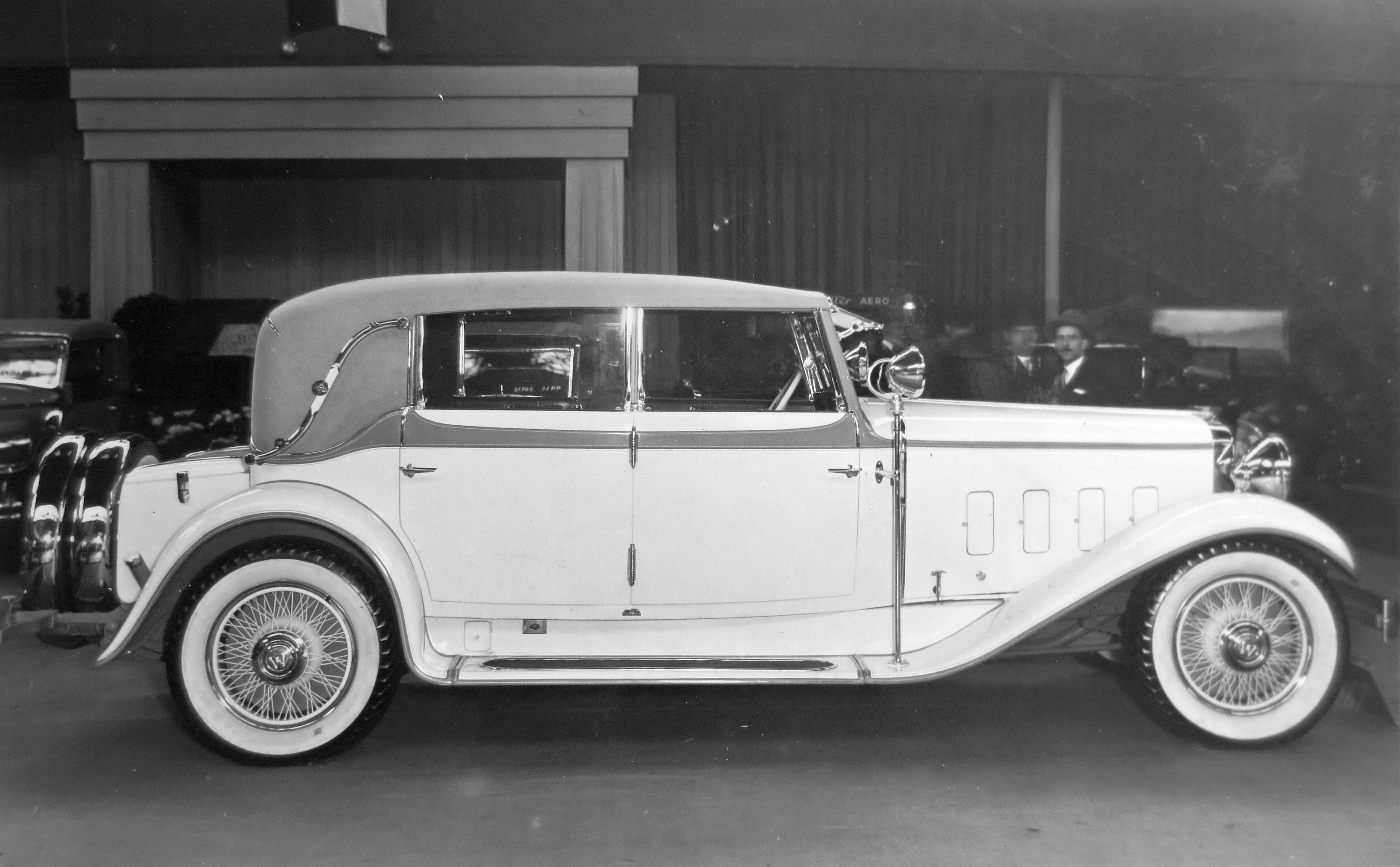
Walter Royal (1931), kabriolet Petera na pražském autosalonu

Redaktor Národních listů Vilém Heinz-Henry popsal premiéru na autosalonu takto: "Mohutný dvanáctiválec Royal, krásný, elegantní, živelný výraz síly, neúnavné rychlosti, impulsivní akcelerace a pružnosti. Mohutné chassis budí obdiv originelním a do nejmenších detailů propracovaným technickým provedením. Dlouhodobá praxe v leteckých motorech vyznívá z čistých linií motoru, v němž jest uzavřen vysoký výkon 120 k.s. A přece pracuje tiše a bez otřesů. Je to skutečně velké eso velké továrny". 
Představení na podzimním autosalonu v roce 1931 šlo o jasnou reakci na rok před tím představený dvanáctiválec Tatra 80, jehož vývoj byl ovšem zahájen již dříve. Spolu s Tatrou 80 se jedná o jediné dva československé, osobní automobily, které byly vybaveny 12válcovými motory. Je však pravdou, že Walter Royal přišel do naprosto nevhodné doby, do vrcholící světové hospodářské krize. A byl skvělý, báječný, úžasný, ale neprodejný.
Zřejmě poslední "vystoupení" tohoto vozu na veřejnosti se odehrálo 7. června 1936 při konání II. armádního leteckého dne na pražském letišti. V černém kabrioletu Walter Royal přijeli na tuto přehlídku československého letectva ministerský předseda dr. Milan Hodža a ministr národní obrany František Machník. Mimo nich se akce zúčastnili např. pražský arcibiskup, kardinál dr. Karel Kašpar a velitel čs. letectva, divizní generál Jaroslav Fajfr. K vrcholným bodům programu patřilo vystoupení tříčlenné skupiny akrobatů na letounech Avia B-122 s motory Walter Castor II, skupinové lety průzkumných letadel Letov Š-328 s motory Walter Pegas a "nálet" bombardérů Avia F-IX s motory Walter Jupiter VI.

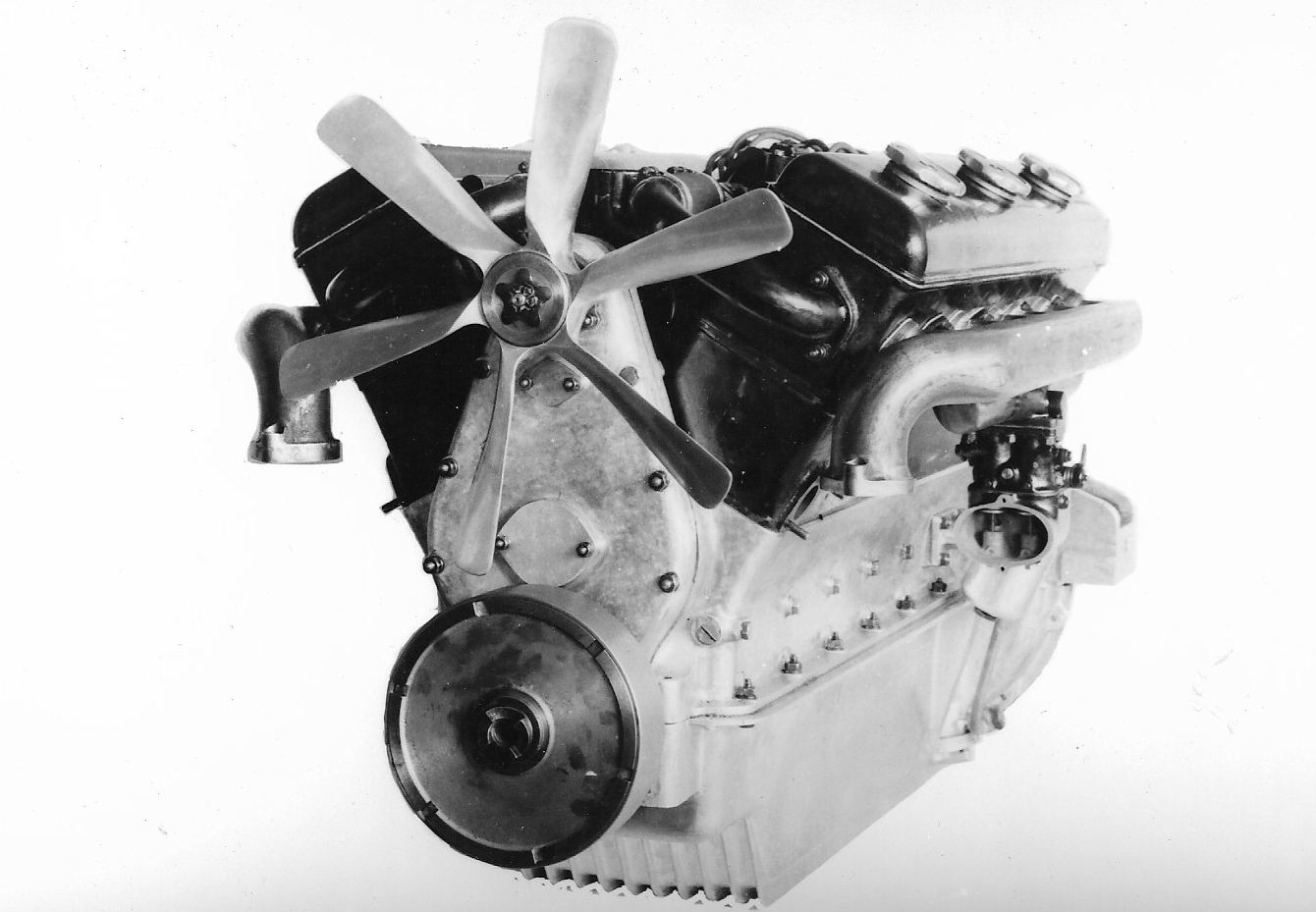
Walter Royal, motor 12V (1931)

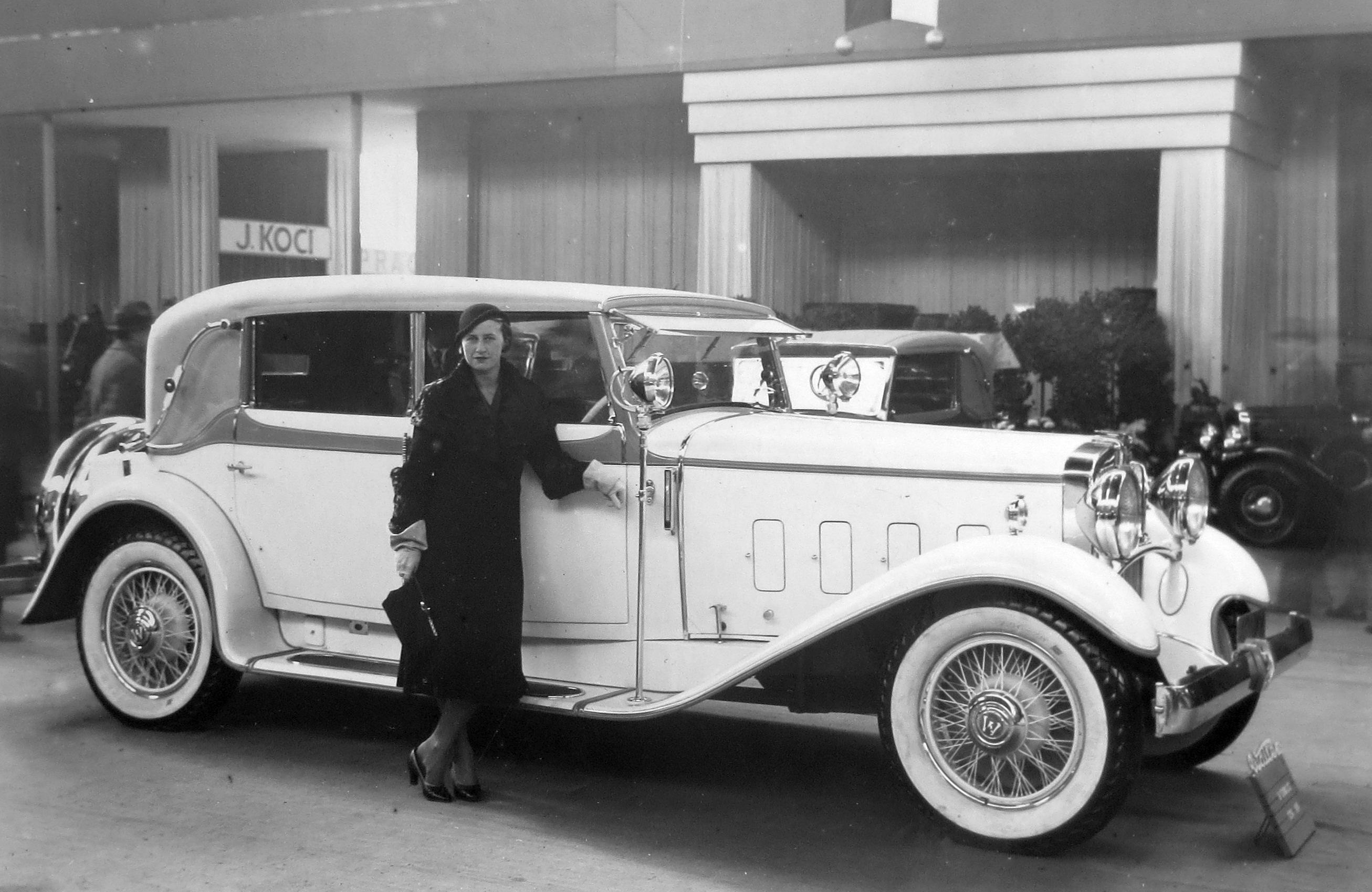
Walter Royal (1931) kabriolet Petera na Autosalonu a paní Marie Žďárská

## Motor
Zážehový, kapalinou chlazený vidlicový dvanáctiválec (V12), rozvod OHV, dva ventily/válec, bez přeplňování. Byl tvořen dvěma šestiválcovými bloky uspořádanými v úhlu 60° do V. Každá z řad válců měla samostatné zapalování Scintilla Vertex MN-IZ BN12d, což lze označit za novinku převzatou z letecké výroby, a samostatný karburátor. Motor byl umístěn vpředu. Při vrtání 76 a zdvihu 108 mm činil objem válců úctyhodných 5879 cm3. Dosahoval při stupni komprese 5,0:1 výkonu 88,3 kW/120 k při 3000 ot./min. Kliková skříň byla odlita z hliníkové slitiny. Hliníkové byly i písty Bohnalite (s invarovými vložkami). Klikový hřídel (6x zalomený) s tlumičem torzních kmitů byl staticky a dynamicky vyvážen a uložen v sedmi ložiscích. Byl vyroben z oceli Poldi Vitrix Cr-Ni-Mo (W), které se v tom období standardně používaly na klikové, zalomené a drážkované hřídele Walter. Ojnice v profilu H byly zhotoveny z chromniklové oceli. Vodní chlazení s nuceným oběhem a s automatickou regulací teploty chlazení (regulace žaluzií před chladičem). Mazání motoru tlakové, oběžné s filtrem oleje.
Bezhlučná čtyřstupňová převodovka (4+Z, 3. a 4. stupeň synchronizovány) Aphon G45 nebo Maybach s podtlakovou (pneumatickou) předvolbou a rychloběhem přenášela kroutící moment přes vícelamelovou, kotoučovou spojku a kardanův hřídel na zadní hnanou nápravu. Transport paliva ke 2 horizontálním karburátorům Solex, případně ke 2 spádovým Stromberg Downdraft (pro každou řadu válců byl jeden karburátor) zajišťovalo elektromagnetické čerpadlo Autopuls.

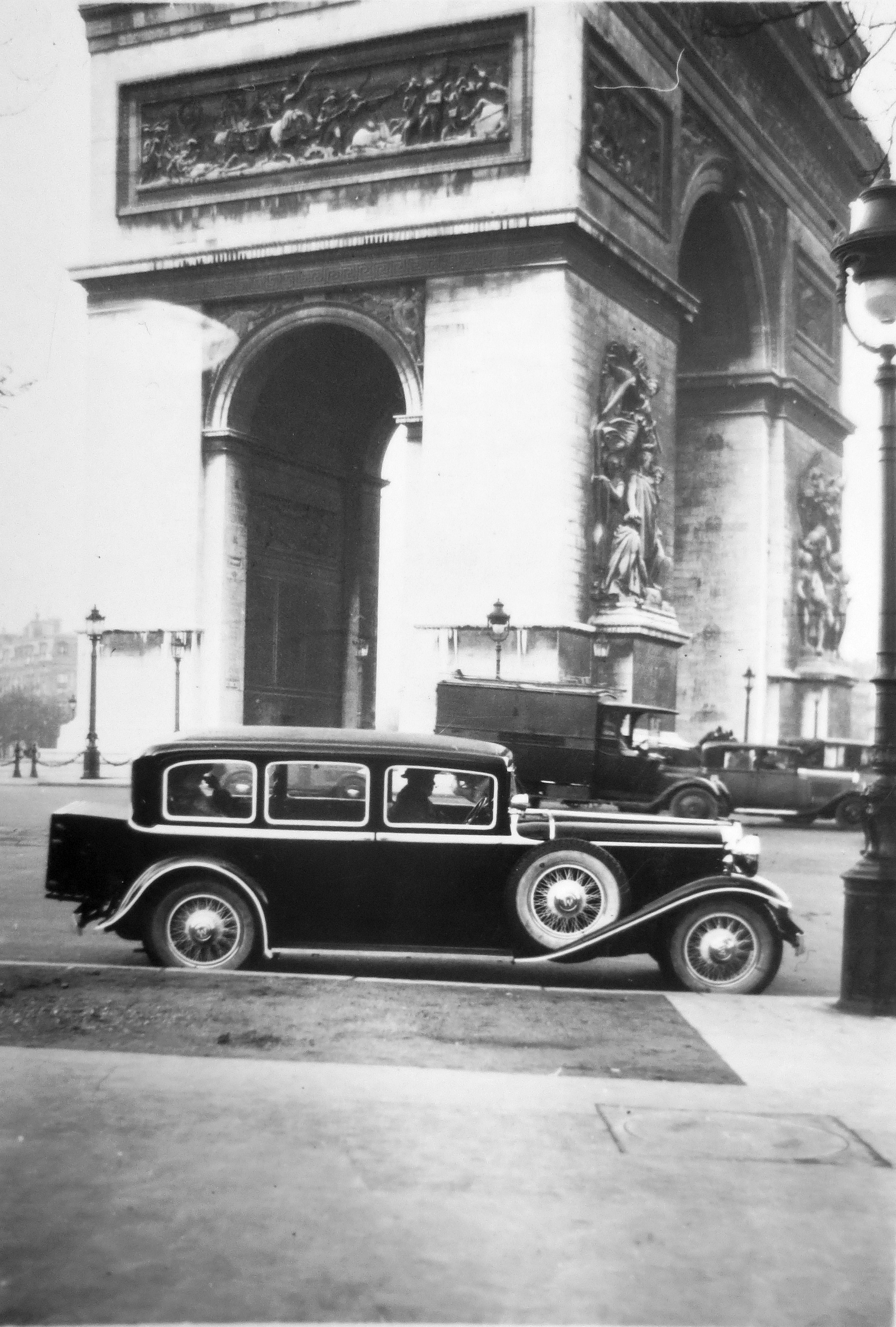
Walter Royal (1931) limuzína v Paříži u Vítězného oblouku

## Podvozek
Obě nápravy byly tuhé, zadní typu "Banjo". Podvozek s centrálním mazáním byl vpředu i vzadu odpružen měkkým pérováním (půleliptická podélná pera) s hydraulickými tlumiči kmitů. Rám se vyznačoval nízkou stavbou, zdárně přispívající k dobrým jízdním vlastnostem. Hmotnost samotného podvozku 1600 kg. Samotný podvozek pro další, karosářské kreace byl k mání za 150 000 Kč.
Řízení šnekové, samosvorné a bylo umístěno vpravo. Dvacetipalcová drátěná kola Hering nebo Rudge-Whitworth byla brzděna kapalinovými, dvouokruhovými brzdami ATE-Lockheed s posilovačem Bosch Dewandre se samostatnými okruhy pro přední a zadní kola. Byla obuta pneumatikami rozměru 7,00x20". Bubny brzd byly mohutně žebrovány ke zlepšení účinnosti chlazení. Ruční, mechanická brzda působila na zadní kola. Objem palivové nádrže 90 l. Průměrná spotřeba 25,0 l/100 km.

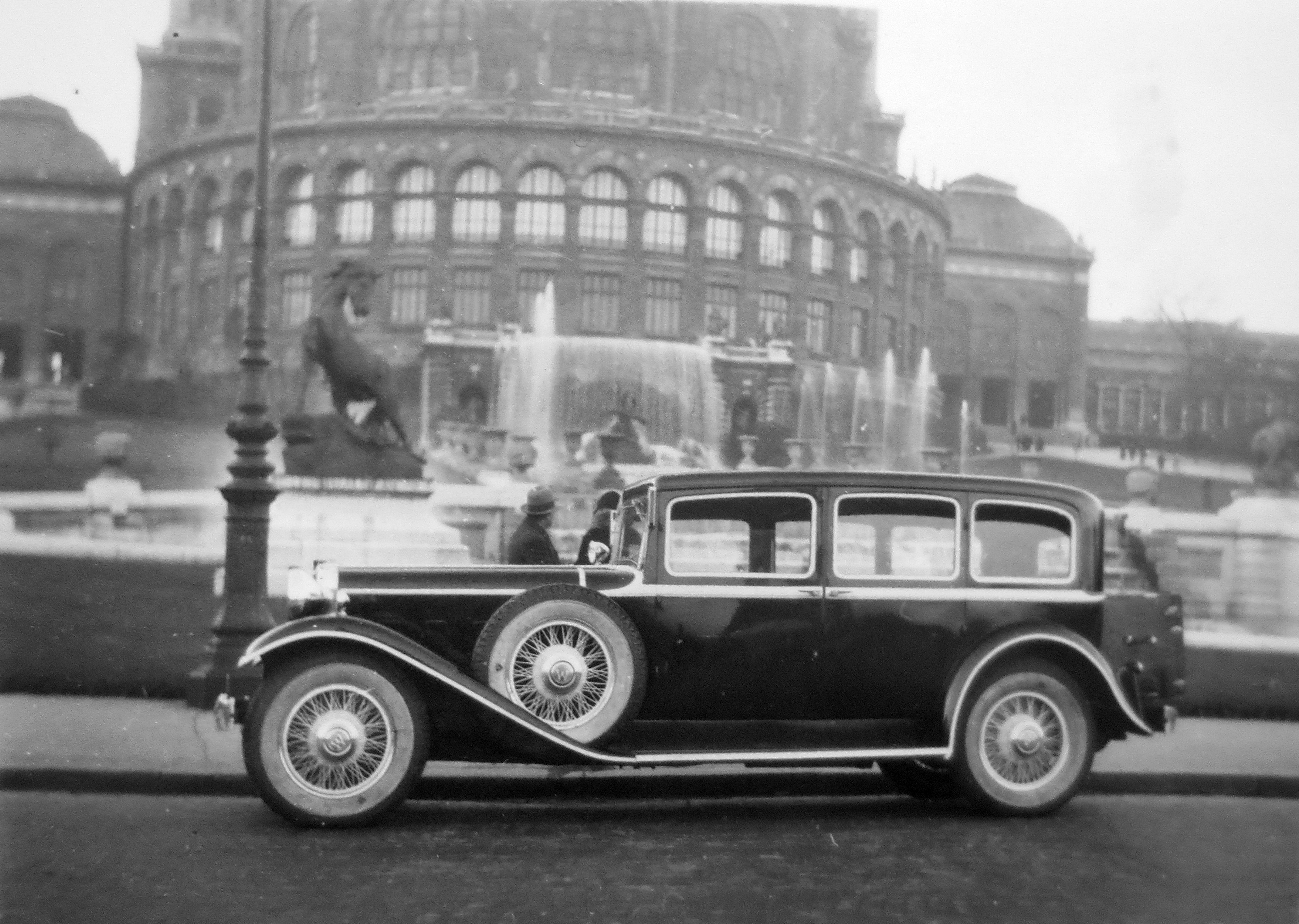
Walter Royal (1931) limuzína v Paříži před Trocaderem

## Karoserie
Walter Royal byl nabízen ve dvou provedeních karoserie: čtyřdveřový pětimístný kabriolet. a čtyřdveřová 6-7 místná limuzína s karoserií Pullmann. Byly postaveny jen tři vozy (2 limuzíny Pullman a kabriolet Petera) podle jiných pramenů asi šest
V základním provedení měl kabriolet hmotnost 1900 kg, rozvor 3700 mm, rozchod kol vpředu i vzadu 1430 mm, vnější rozměry: délka 5180 mm, šířka 1800 mm, výška 1700 mm, světlá výška 220 mm, maximální rychlost 145-150 km/h. Bílý čtyřdveřový kabriolet s karosérií firmy Ignác Theodor Petera z Vrchlabí byl nabízen za 208 000 Kč (tato karosárna již v roce 1932 nabízela kabriolety s elektrickým sklápěním střechy) a stal se tak nejdražším československým vozem. Čtyřdveřová 6-7 místná limuzína s hmotností 2050 kg, s rozvorem 3700 mm a rozchodem vpředu i vzadu 1450 mm, byla dlouhá 5015 mm, šířka 1760 mm a vysoká byla 1750 mm. Černá limuzína (vyrobeny min. 2 ks) měla cenovku 198 000 Kč.   
Na XIII. řádné valné hromadě A.s. Walter, konané 25.5.1932, k tomu generální ředitel Ing. Antonín "Teny" Kumpera ve své zprávě poznamenal: "Veškerá svá úsilí obrátili jsme v uplynulém roce ke všem opatřením, kterými podařilo by se nám alespoň stav našeho závodu udržeti na té výši, v jaké do minulého roku vstoupil. Za tím účelem bylo pracováno daleko s vyšší intensitou ku automobilům, tak i za hranicemi v oboru leteckém. Dále pak bylo přikročeno ku všem opatřením za účelem snížení veškeré režie závodu. ... Přes veškeré obtíže, plynoucí z nejvýše úsporného režimu, bylo nám možno v uplynulém období přivésti do prodeje v oboru automobilním náš nový dvanáctiválcový superluxusní osobní vůz, který můžeme dnes po všech zkouškách s tímto provedených, označiti za typ úplně vylaborovaný a dokončený."
Většina vyrobených vozů ve skutečnosti sloužila spíše vedení automobilky než zákazníkům. Generální ředitel ing. Antonín „Teny“ Kumpera jezdil kabrioletems. S limuzínou jezdil později obchodní ředitel dr. Vítězslav Kumpera, Antonínův mladší bratr. Spolu s Tatrou 80 (představena o rok dříve) se jedná o jediné dva československé, osobní automobily, které byly vybaveny 12válcovými motory.

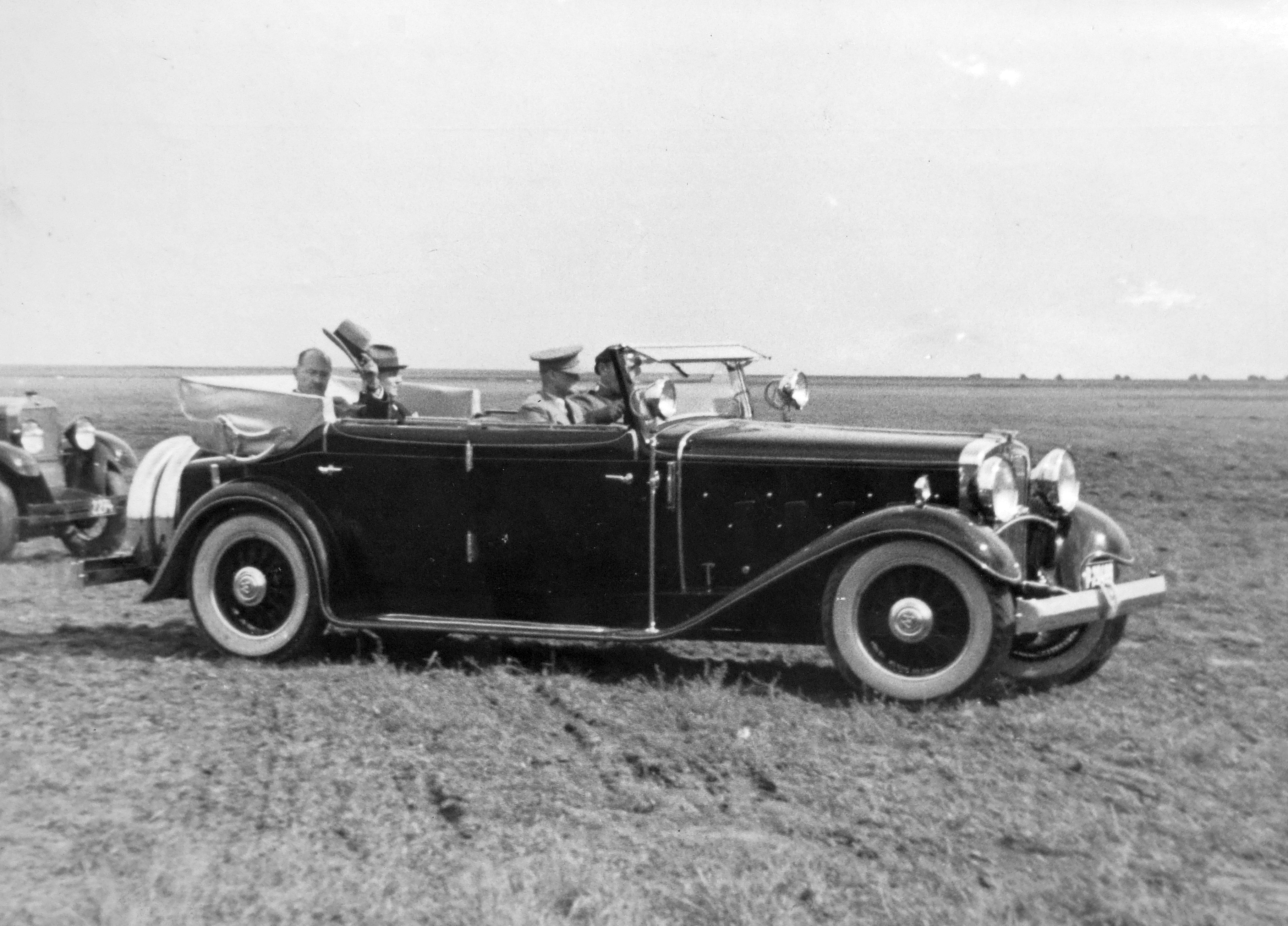
Walter Royal, kabriolet, Armádní letecký den 1936, premiér Hodža a ministr MNO Machník

## Sportovní úspěchy
Hned, jak se brány pražského autosalonu uzavřely, usedl závodník Jindřich Knapp za volant prvního vyrobeného vozu Walter Royal v podobě černé limuzíny s karoserií Pullman, aby se „na otočku“, propagačně-sportovní jízdou, podíval do Paříže. Spolujezdce mu dělal generální ředitel ing. Antonín „Teny“ Kumpera. Vyrazili 5. listopadu 1931 od klubovního domu Autoklubu Republiky Československé (AKRČs) v Lützowově ul. (dnes Opletalova) a cesta Praha – Paříž – Praha jim trvala pouhých 18 hodin a vůz ji celou absolvoval na přímý záběr. 
Knapp tovární Royal samozřejmě hnal, na rovných úsecích jezdil přes 140 km/h, čemuž odpovídala průměrná spotřeba benzínu 25,5 l/100 km a 0,6 l oleje/100 km.  Během celé cesty, která se uskutečnila za krajně nepříznivých podmínek, se nevyskytl jediný defekt či chyba motoru, ani na ostatních částech automobilu. „Celá trať s největším stoupáním byla projeta na přímý záběr, mezi Štrasburkem a Paříží byla na špatném terénu měřena rychlost 140 kilometrů za hodinu“, jak se můžeme dočíst v časopisu Auto (měsíčník Autoklubu Republiky Československé, AKRČS), který jízdě věnoval mimořádnou pozornost. Dále „bylo zjištěno, že vůz sedí zcela bezpečně na rozmočené silnici i na mokrém asfaltu, i při nejvyšší rychlosti je řízení velmi lehké a snadné, jízda pohodlná a příjemná díky dokonalému pérování a útlumu vibrací a hluku.“ Zvláště byla v rozsáhlém komentáři zdůrazněna skutečnost, že vůz dosáhl - vzhledem ke způsobu jízdy a objemu válců - relativně malé spotřeby pohonných hmot. Černá limuzína Walter Royal při své zastávce u Vítězného oblouku na Champs-Élysées  a u dnes již zbořeného Paláce Trocadéro sklidila plno obdivu a byla středem pozornosti mnoha Pařížanů.
Na závodních tratích se tento model pochopitelně neobjevil. Zúčastňoval se soutěží elegance jako např. na Concours d'Elegance v Brně, kterou uspořádal Moravsko-slezský autoklub (MSAC, Mährisch-Schlesischer Automobil Club) v 8. května 1932, a o týden později na Concours d'Elegance v Piešťanech, kterou uspořádal Klub slovenských automobilistov 16. května 1932. V Brně ve skupině uzavřených vozů (IV. kategorie) byl oceněn První cenou dr. Vítězslav Kumpera (limuzína Royal) a ve skupině speciálních vozů (V. kategorie) ing. Antonín Kumpera (kabriolet Royal). Zlatou stuhou byli v Piešťanech oceněni mj. dr. Vítězslav Kumpera (limuzína Royal) i ing. Antonín Kumpera (kabriolet Royal).

## Epilog
Na počátku 21. století se vedly na motoristických portálech diskuze, zdali se nějaký Walter Royal nedochoval. Byly signály, že existuje šasi ale bez motoru a na straně druhé, že někde odpočívá jen motor. "Přítrž" těmto diskuzím učinila společnost Hicar s.r.o. z Brna, která zveřejnila snímky z ukončené renovace kabrioletu s dvanáctiválcovým motorem.
V anketě Světa motorů z roku 2015 o nejkrásnější automobil z české historie obsadil Walter Royal čestné 11. místo.

## Galerie

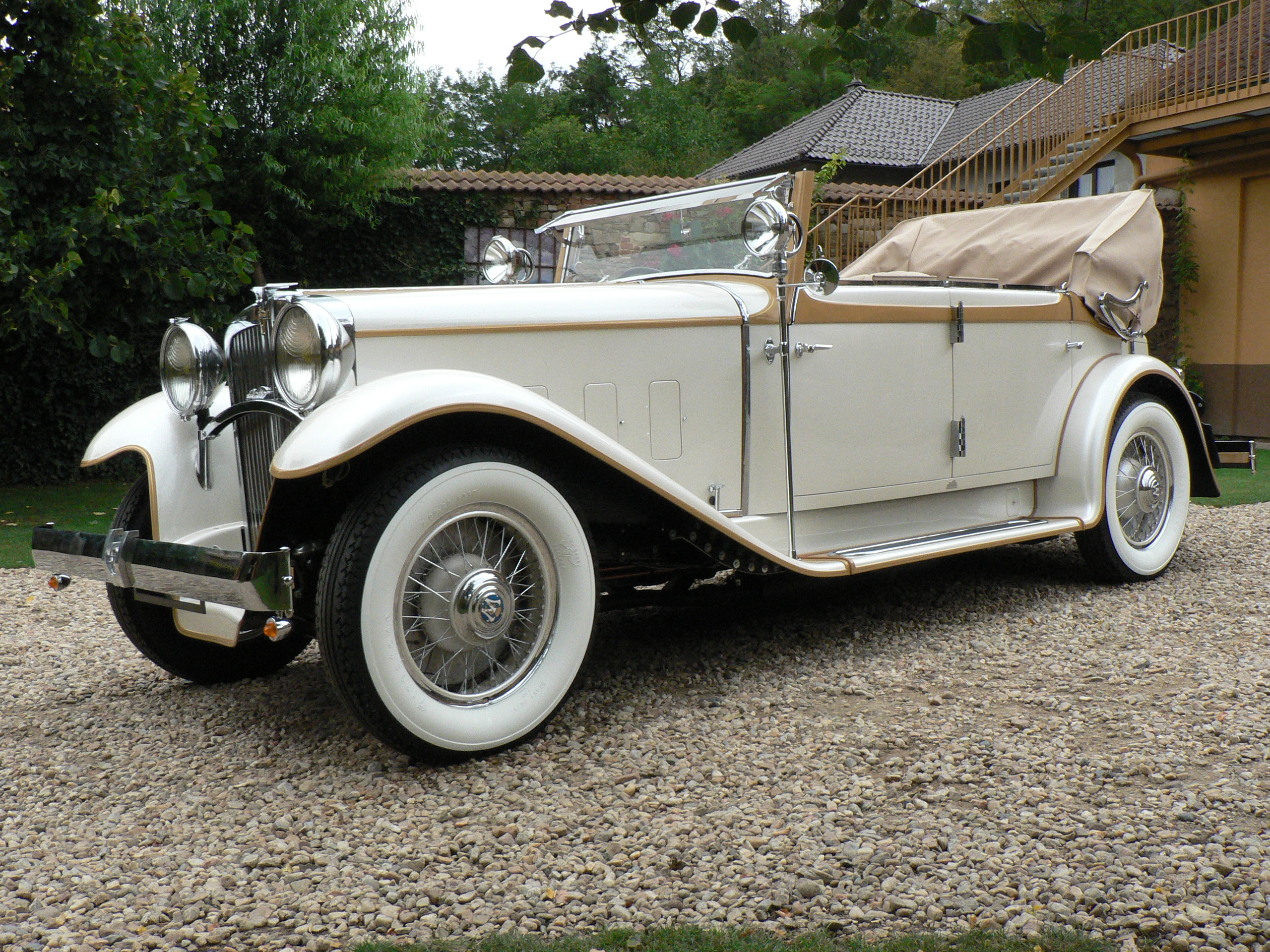
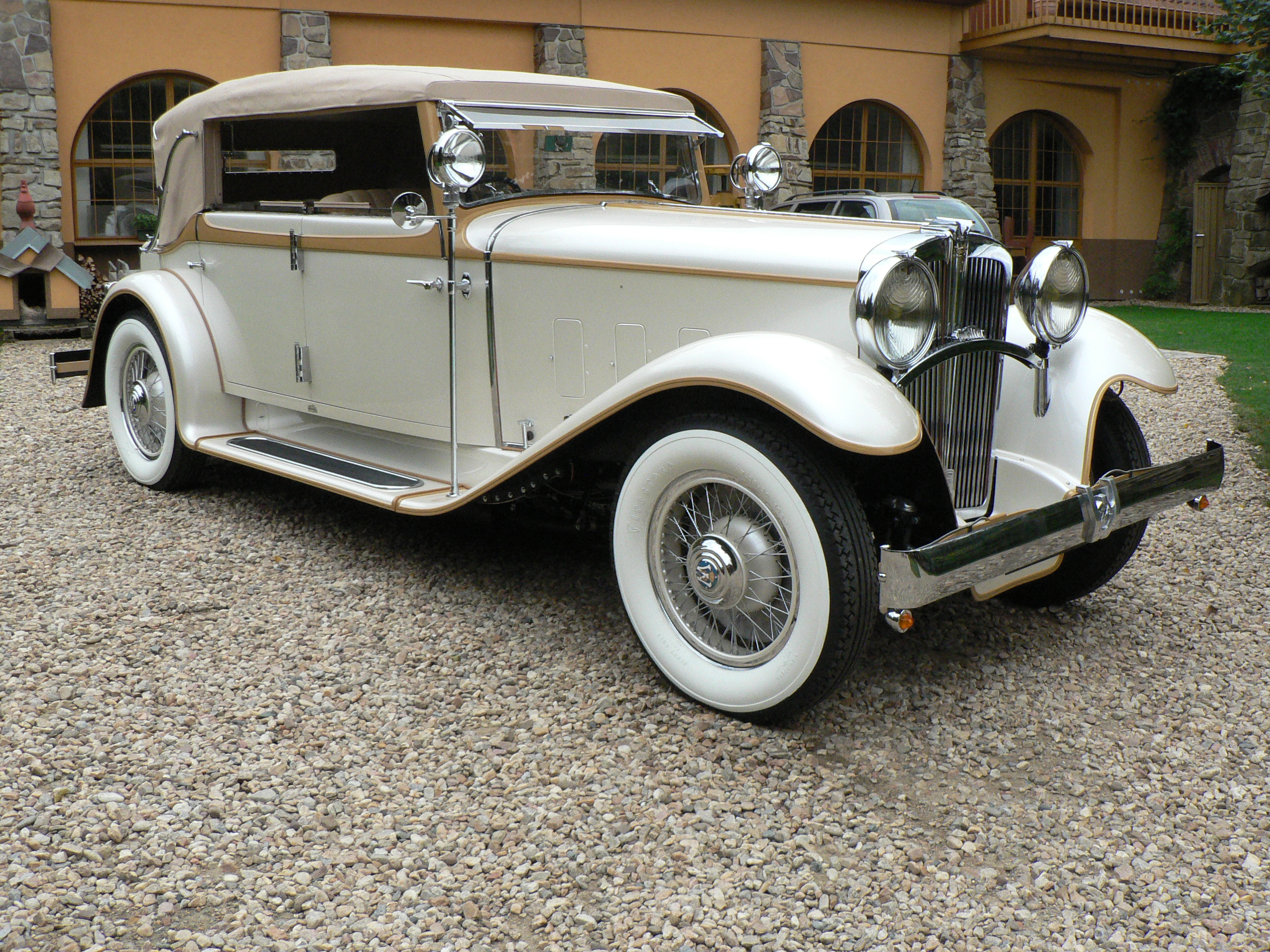
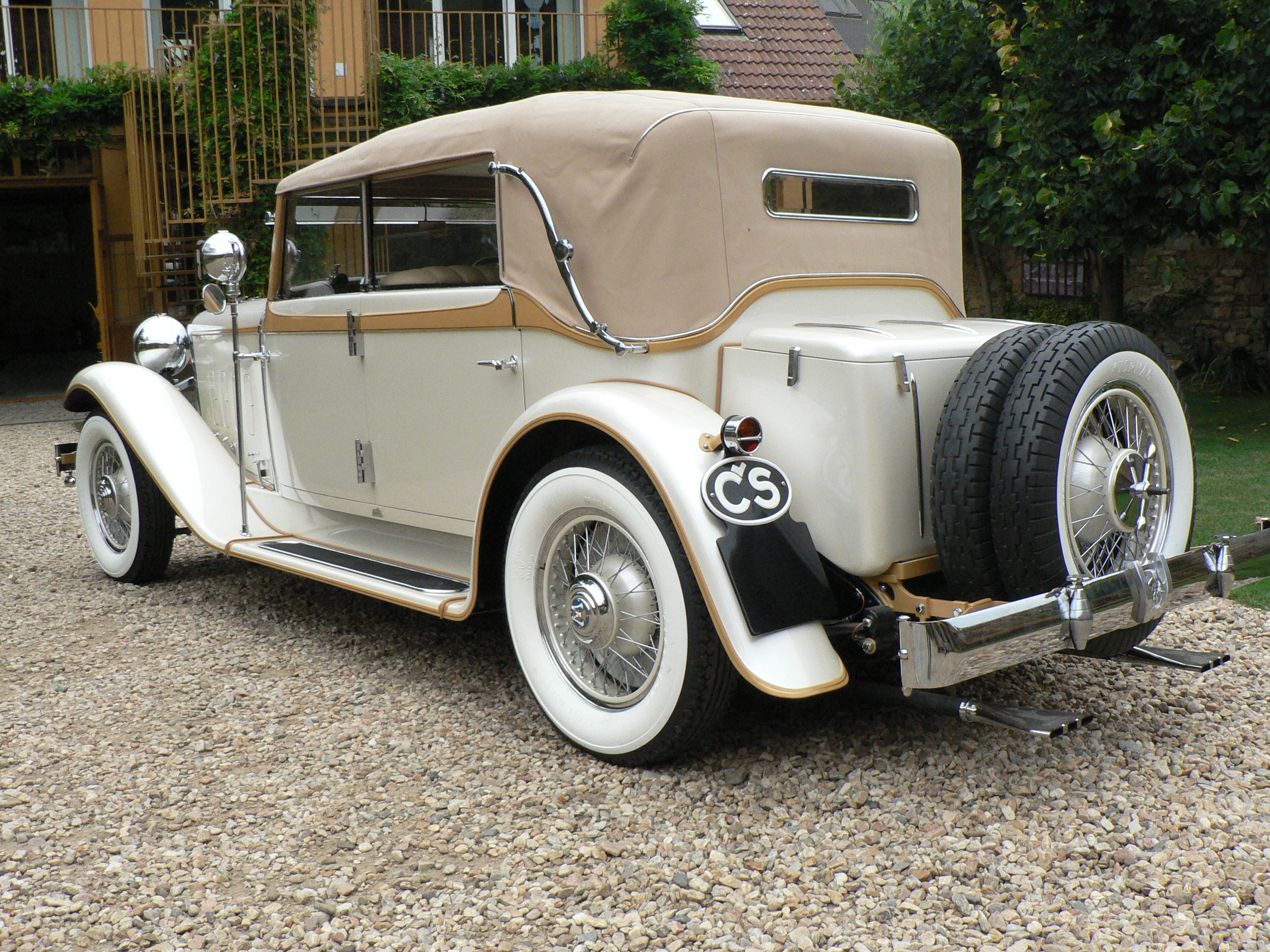